# (4105) Tsia
(4105) Tsia ist ein Hauptgürtelasteroid, der am 5. März 1989 von Eleanor Helin vom Palomar-Observatorium aus entdeckt wurde.
Der Asteroid wurde nach einem Sonnensymbol benannt, das von dem Volk der Zia in New Mexico verwendet wird. Das Symbol ist auch auf der Flagge New Mexicos zu finden.